# Culex pilosus
Culex pilosus är en tvåvingeart som först beskrevs av Dyar och Frederick Knab 1906.  Culex pilosus ingår i släktet Culex och familjen stickmyggor. Inga underarter finns listade i Catalogue of Life.